# Acraea pasiphae
Acraea pasiphae är en fjärilsart som beskrevs av Fabricius 1781. Acraea pasiphae ingår i släktet Acraea och familjen praktfjärilar. Inga underarter finns listade i Catalogue of Life.